# Kensington Valley Pounders
Die Kensington Valley Pounders waren eine US-amerikanische Eishockeymannschaft aus Brighton, Michigan. Das Team spielte zuletzt in der Saison 2007/08 in der North Eastern Hockey League. Die Heimspiele wurden im Kensington Valley Ice House ausgetragen.

## Geschichte
Die Mannschaft wurde 2005 als Franchise der North Eastern Hockey League gegründet, die in der Saison 2005/06 unter dem Namen Continental Professional Hockey League firmierte. Es war zunächst in Pittsburgh im US-Bundesstaat Pennsylvania beheimatet, wo es unter dem Namen Pittsburgh Pounders in Erscheinung trat. Die reguläre Saison, geplant mit 44 Spielen, wurde jedoch bereits Mitte Dezember 2005 aufgrund wirtschaftlicher Probleme abgebrochen. Zur folgenden Spielzeit wurde das Franchise nach Danville, Illinois, verlegt und agierte dort unter dem Namen Danville Pounders.
Das Team gewann im Spieljahr 2006/07 lediglich sechs von 20 Partien. Daraufhin erfolgte eine erneute Umsiedlung der Mannschaft, diesmal nach Brighton im US-Bundesstaat Michigan und trat dort als Kensington Valley Pounders in Erscheinung. Die Saison 2007/08 konnte allerdings nicht wie geplant beendet werden, sodass sowohl Liga als auch das Franchise der Kensington Valley Pounders sich in der Folge auflösten.

## Saisonstatistik
Abkürzungen: GP = Spiele, W = Siege, L = Niederlagen, T = Unentschieden, OTL = Niederlagen nach Overtime SOL = Niederlagen nach Shootout, Pts = Punkte, GF = Erzielte Tore, GA = Gegentore, PIM = Strafminuten
| Saison  | GP | W | L  | T | OTL | SOL | Pts | GF  | GA  | Platz    | Playoffs           |
| 2006/07 | 20 | 6 | 14 | – | 0   | 0   | 12  | 129 | 256 | 4., NEHL | nicht qualifiziert |